# آی‌ان‌اس واگلی (اس۴۲)
آی‌ان‌اس واگلی (اس۴۲) (به انگلیسی: INS Vagli (S42)) یک زیردریایی بود که طول آن ۹۱٫۳ متر (۲۹۹ فوت ۶ اینچ) بود. این زیردریایی در سال ۱۹۷۳ ساخته شد.